# Laura Calgani
Laura Calgani (Roma, 12 novembre 2000) è un'attrice e modella italiana.

## Biografia
Laura Calgani, nata nel 2000 a Roma, è stata scelta per interpretare il ruolo della piccola Nina Balestrieri nella serie televisiva Tutti pazzi per amore (2008), con Emilio Solfrizzi e Stefania Rocca.
È apparsa a Domenica In con Pippo Baudo, per presentare la serie insieme ai giovani Nicole Murgia, la ribelle Cristina, figlia di Paolo, e Brenno Placido, il diligente Emanuele, figlio di Laura.
Nel marzo 2010 torna su Rai Uno con la seconda stagione della serie e poi, nel novembre 2011, con la terza.
Ha lavorato nel cinema nel film Femmine contro maschi, diretto da Fausto Brizzi, e in Stai lontana da me, regia di Alessio Maria Federici.
Inoltre, ha lavorato anche nel campo della moda: è stata modella per "Mirtillo", "MissGrant", "Monnalisa" e "Winks".

## Filmografia

### Cinema
- Femmine contro maschi, regia di Fausto Brizzi (2011) - Ruolo: Giada
- Stai lontana da me, regia di Alessio Maria Federici (2013)

### Televisione
- Tutti pazzi per amore, regia di Riccardo Milani e Laura Muscardin - serie TV - Rai Uno (2008) - Ruolo: Nina Balestrieri
- Tutti pazzi per amore 2, regia di Riccardo Milani e Laura Muscardin - serie TV - Rai Uno (2010) - Ruolo: Nina Balestrieri
- Tutti pazzi per amore 3, regia di Riccardo Milani e Laura Muscardin - serie TV - Rai Uno (2011) - Ruolo: Nina Balestrieri
- Avanti un altro! (2021) - Canale 5: concorrente